# 小泉荘 (美濃国)
小泉荘（こいずみのしょう）は、美濃国可児郡（現在の岐阜県御嵩町）にあった荘園。
皇室領とされているが、一方で伊勢神宮領の小泉御厨（こいずみのみくりや）の存在も知られており、同一説と別領とする説がある。また、小泉荘の所在地を同国安八郡に比定する異説もある。

## 歴史
建久3年（1192年）8月に伊勢神宮で作成された請文によれば、小泉御厨の給主は左兵衛督家で内宮と外宮に八丈絹20疋を上納する約束が交わされている。同年12月の『吾妻鏡』によれば、源頼朝の妹で当時左兵衛督であった一条能保の妻である坊門姫の遺産の中にこの御厨が含まれている。
徳治3年（1306年）の昭慶門院の所領目録に小泉荘の名前が登場する（ただし、一部は歓喜光院領の扱い）。その代官として記載されている「尊浄僧正」を坊門姫の子孫とされる僧・尊浄（花山院家定の子）に比定して、小泉荘を元の小泉御厨であるとする説が唱えられている。
貞治5年/正平21年（1366年）、尊浄の甥で円満院門跡を務めた定尊が吉田社に得分を寄進している。その後も、康正2年（1456年）の史料に同地を円満院領と記しているが、その後の動向を含めて詳細は不明である。